# Vättern
Vättern (deutsch Vättersee, von altschwedisch vætur für See, Gewässer) ist der zweitgrößte See Schwedens und wird vom Motala ström in die Ostsee entwässert. Der Name ist erstmals um 1220 in der Form „Wetur“ belegt. Über den Göta-Kanal steht der Vättern mit dem Vänern in Verbindung.
Mit einer Fläche von 1886 km² ist der See der zweitgrößte See des Landes sowie der elftgrößte See in Europa. Im Norden ist er durchschnittlich 25 Meter, im Süden mehr als 100 Meter tief. 
Größte Stadt am Vättern ist Jönköping mit Huskvarna am südlichen Ufer des Sees. Weitere Städte sind Motala, Askersund, Karlsborg sowie Hjo. Im südlichen Teil befindet sich die Insel Visingsö direkt gegenüber dem kleinen Ort Gränna.
Jedes Jahr im Juni findet eine Radrundfahrt um den Vättern für jedermann statt, Vätternrundan. Die Rundfahrt beginnt und endet in Motala und führt über eine Strecke von über 300 Kilometern. Dabei gibt es zwar eine offizielle Zeitmessung, jedoch wird daraus keine Platzierung abgeleitet.

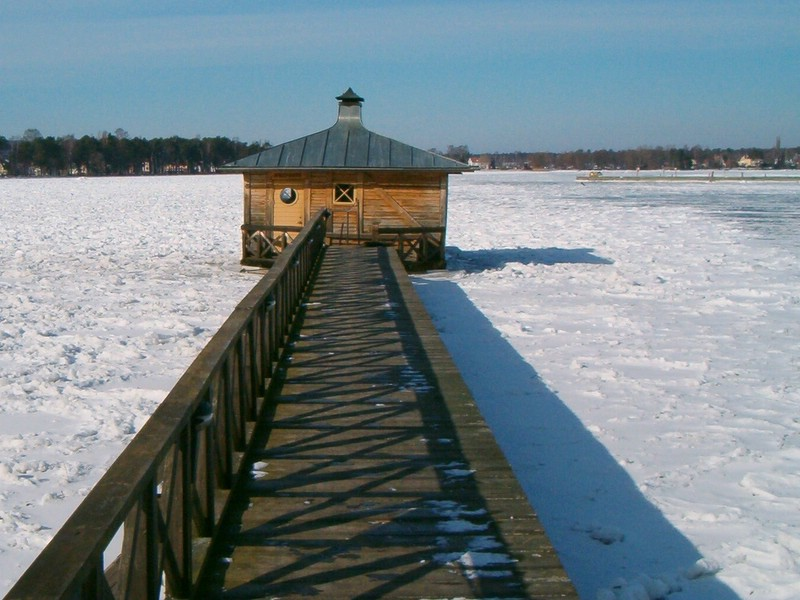
Sauna auf dem zugefrorenen See
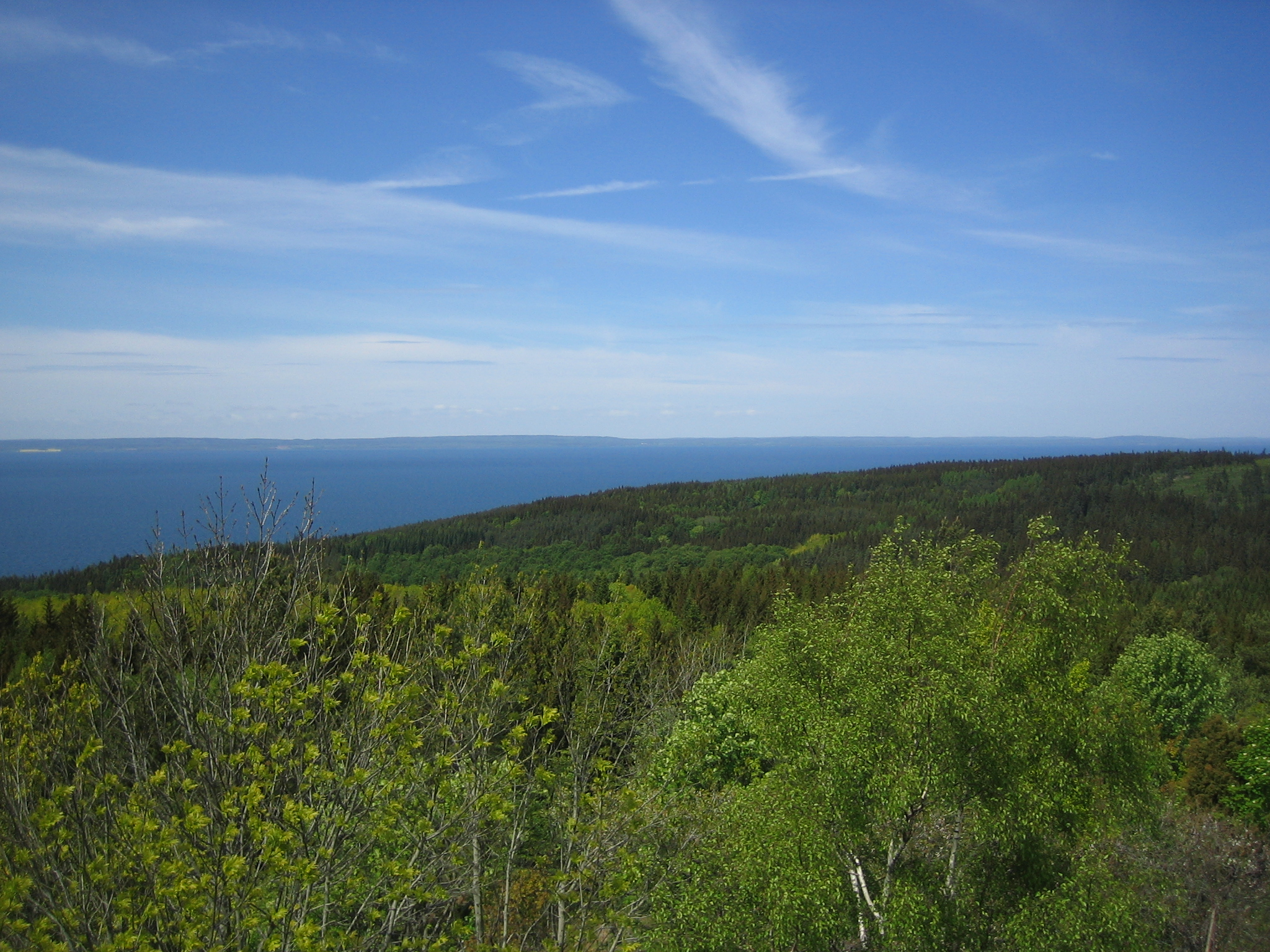
Blick vom Omberg über den Vättersee
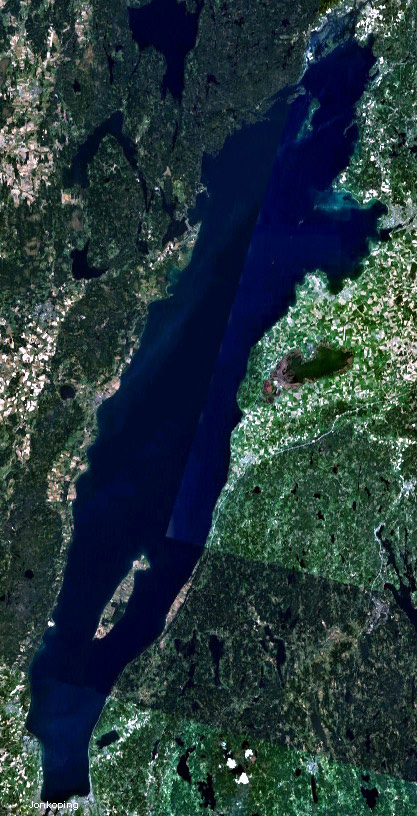
Vättern aus dem Weltall
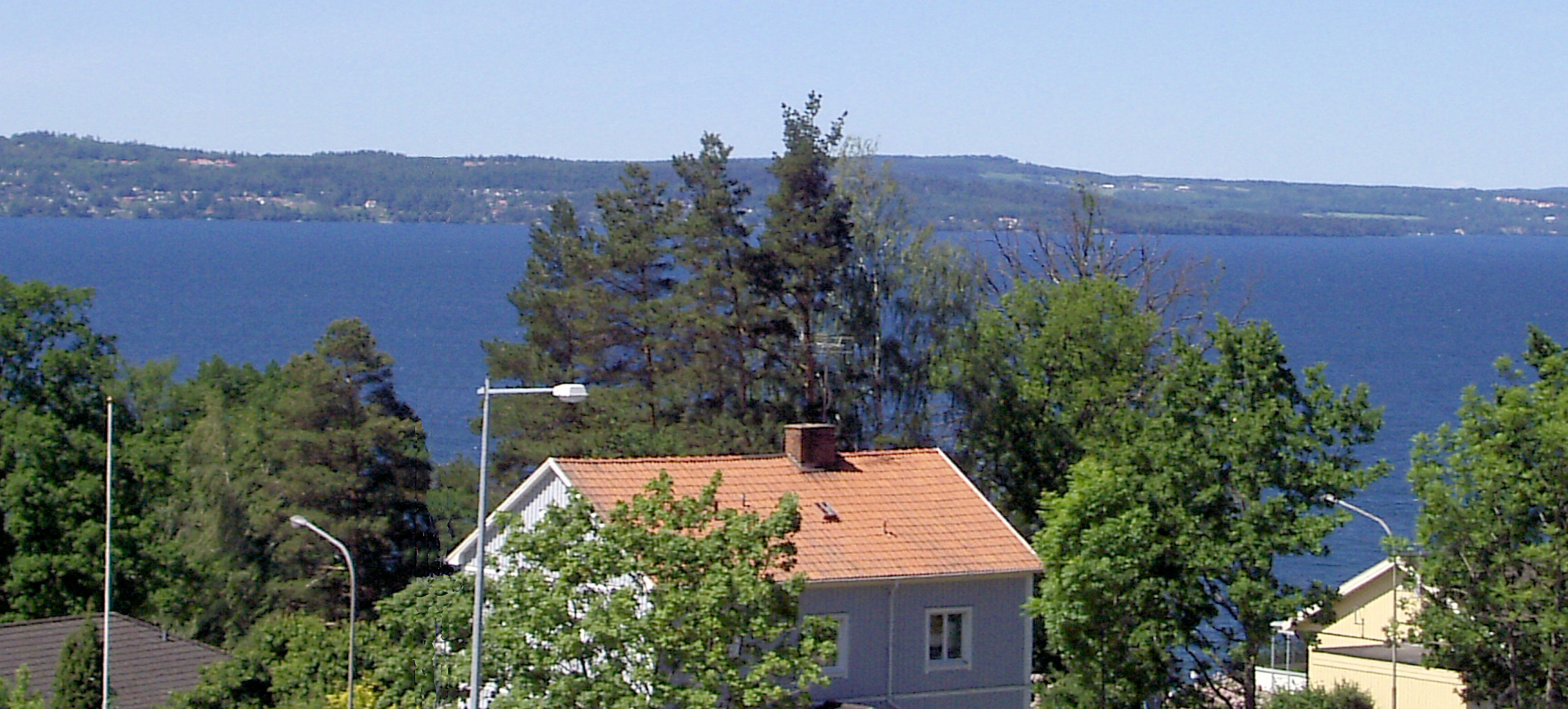
Südostteil des Vättern, von Brunstorp aus, einem Teil von Huskvarna

## Trivia
Der See ist Namensgeber für eine Badmöbelserie des schwedischen Einrichtungsunternehmens IKEA.